# Шефер, Йоханнес
Йоханнес Хуго Роберт Шефери (нем. Johannes Hugo Robert Schäfer; 14 декабря 1903, Лейпциг, Германская империя — 28 апреля 1993, Билефельд, Германия) — немецкий военный деятель, бригадефюрер СС (1939).

## Биография
Окончил 4-ю высшую гимназию. С 1920 по 1923 год он проходил коммерческую практику в оптовой торговле лекарствами и химикатами. С 1923 по 1925 год Шефер был кадетом в 9-й роте 11-го пехотного полка, расположенного в Лейпциге.
С 1926 по 1930 год Шефер занимал различные должности в оптовой торговле. В 1926 году вступил в НСДАП. С февраля 1930 года занимал должность штандартенфюрера СА. В 1933 году был повышен до оберфюрера.
С ноября 1932 по март 1936 года Шефер был депутатом Рейхстага от НСДАП, представляя избирательный округ № 10 (Мерзебург).
В звании бригадефюрера СС Шефер возглавлял отделение СС в Данциге, также был начальником полиции. 3 июля 1939 года он организовал в Данциге подразделение «SS-Wachsturmbann Eimann». 1 сентября 1939 года участвовал в подавлении сопротивления, оказанного польскими почтальонами в Данциге.
С ноября 1939 года по 22 июня 1940 года Шефер был начальником полиции города Лодзь в оккупированной немцами Польше. Также, в феврале 1940 года он приказал создать в Лодзи еврейское гетто. С 1942 по 1945 год он продолжил службу в СС во время войны.
После окончания войны в 1950-е годы работал в разведке под именем Ганса Шефера в Нижней Саксонии.